# 傑內省

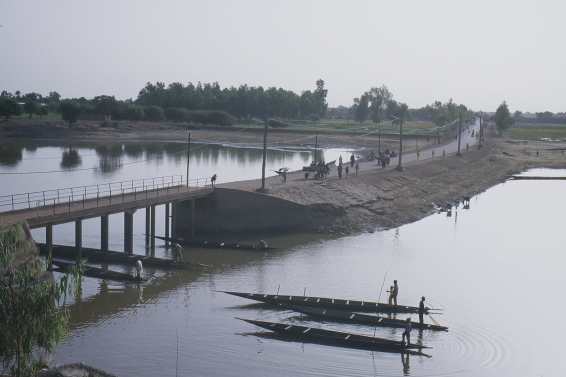

傑內省（法語：Cercle de Djenné），是馬里的省份，位於該國中部，由莫普提區負責管轄，首府設於傑內，面積4,563平方公里，2009年人口207,260，該省人口密度每平方公里45人。